# Megyeri híd

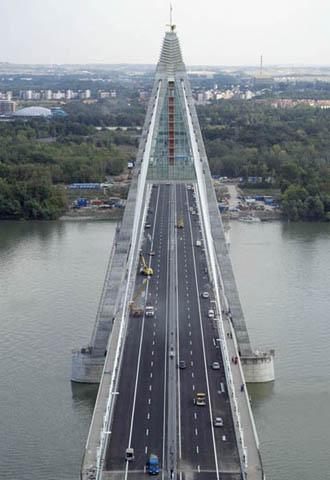
Megyeri híd

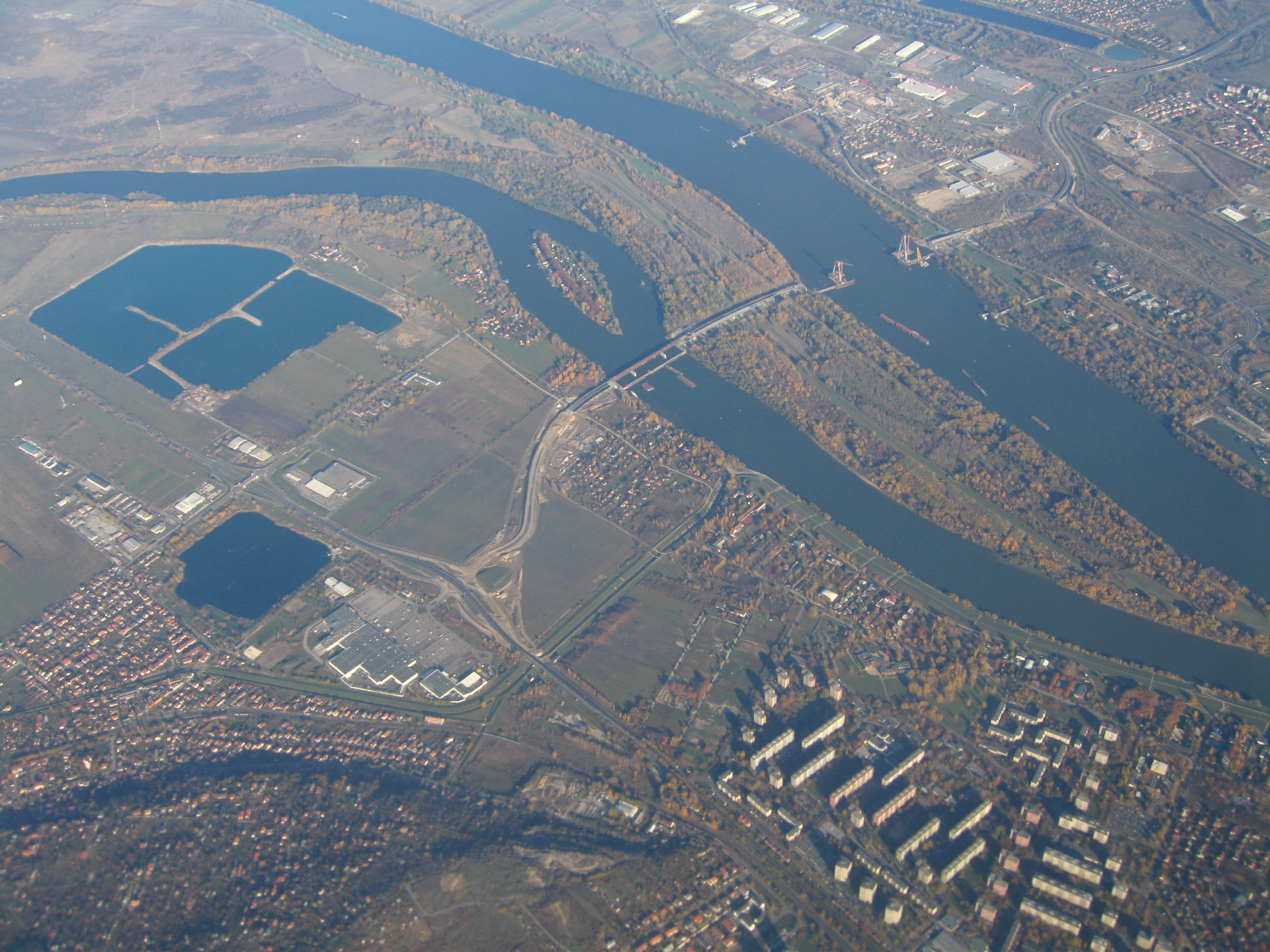
Staveniště mostu v době výstavby 2007
Letecký pohled

Megyeri híd nebo M0-s északi Duna-híd (česky Megyerský most nebo Severní dunajský most dálnice M0) je silniční most na dálnici M0 vedoucí přes Dunaj na severu Budapešti. Jeho západní (pravobřežní) předmostí leží již mimo katastrální území Budapešti. Jméno nese podle budapešťských čtvrtí Káposztásmegyer a Békásmegyer, které leží v blízkosti jeho předmostí. Otevřen byl 30. září 2008.

## Technické údaje
Most je zavěšený kabelový.
Celková délka mostu je 1862 m.
Most se skládá z pěti částí:
- levobřežní inundační most délky 148 m
- most přes hlavní tok Dunaje délky 590 m se vzdáleností pilířů 300 m
- inundační most přes Szentedreiský ostrov délky 559 m
- most přes rameno Dunaje - Szentendre Duna délky 332 m
- pravobřežní inundační most délky 218 m